# Prudhoe
Prudhoe är en stad och civil parish i Northumberland i England. Civil parish har 11 675 invånare (2011).